# Sentimenten van de Natie
De Sentimenten van de Natie, of punten gegeven door José María Morelos voor de Grondwet  (Spaans: Sentimientos de la Nación, o puntos dados por José María Morelos para la Constitución) was een document opgesteld door de Mexicaanse onafhankelijkheidsstrijder José María Morelos in september 1813.
De sentimenten bestaan uit 23 punten, waarin Morelos uiteenzette hoe het onafhankelijke Mexico vormgegeven diende te worden. De punten werden uiteengezet voor het Congres van Chilpancingo, waarin de onafhankelijkheid van Mexico formeel werd uitgeroepen. De Sentimenten zijn een merkwaardige mengeling van liberale en conservatieve denkbeelden. Ze voorzien in verregaande vrijheden, waaronder afschaffing van slavernij, democratie, een verbod op marteling, gelijke rechten voor iedereen en zelfs recht op privacy. Tegelijkertijd wenste Morelos echter geen godsdienstvrijheid in te voeren, en wilde hij dat alleen het rooms-katholicisme erkend en toegestaan zou blijven.
De Sentimenten van de Natie vormden de basis voor de grondwet van Apatzingán, die in 1814 door de rebellen werd geproclameerd.